# Scene of "and world"
Scene of "and world"（シーン・オブ・アンド・ワールド）は、ACIDMANの4thDVD。2006年1月25日に東芝EMIから発売。4thアルバム「and world」のミュージックビデオを中心に収録。監督は前作に引き続きすべて西郡勲となっている。

## 収録曲
1. ある証明
大谷石地下採掘場跡にて撮影された。地下のため寒く、所々吐く息が白くなっている。幻想的なライトは「蜃気楼」というチームによって作成された。
2. SOL
「Cinema Vol.3」にて先行上映された作品。オールCGショートフィルム。金属片で覆われた荒野を彷徨う男が主人公となっている。作品の原案を作ったのは大木。
3. 季節の灯
曲中盤で止まっていた風景が動き出す。
4. world symphony
演奏するメンバーの周りを無数の小片が上に駆け上っていく内容となっている。途中で動きが緩慢になったり色付いたりする作品。小片が最後地球を形作る所で終わっている。
5. water room
オールCGアニメーション。雨が空から降り注ぎ水面に潜っていく様子を描いている。
6. scene of “and world”〜メイキング&オフショット〜